# Etik
För andra betydelser, se Etik (olika betydelser).
Etik (från gr. ethos, 'etos', 'sed') är en vetenskaplig gren som studerar frågor kopplade till vår moral. Som akademisk disciplin sorteras den under praktisk filosofi (moralfilosofi), men studeras även inom andra fält.
Som en vetenskap om moralen studerar den frågor såsom vad som utgör moraliska påbud, hur moraliska konventioner kan berättigas, moraliska omdömens semantiska funktion och frågor om moralens existens och metafysik. Etiken behandlar också kritiskt frågorna om vad som utmärker en god handling och vad som kännetecknar en god människa. Studiet av etik brukar delas in i tre underområden: normativ etik, metaetik och tillämpad etik.
De olika normativa etiklärorna delas ofta upp i tre huvudgrupper: teleologiska, deontologiska och dygdetiska. Den förstnämnda gruppen hävdar att det är handlingens konsekvenser som avgör en handlings riktighet. Den andra talar istället om absoluta principer som det alltid är fel att bryta mot oavsett konsekvenserna (exempelvis "det är alltid fel att döda"). Den sistnämnda lägger istället vikten vid hur agenten (individen som handlar) bör vara. Exempel på olika teleologiska modeller är utilitarism och egoism. De deontologiska modeller går att dela upp i två undergrupper, regel- och handlingsdeontologiska. Exempel på deontologiska modeller är olika teorier om mänskliga rättigheter.
Den vanliga uppfattningen är att moral (av latin) är människors uppfattningar om vad som är rätt och gott. Det är föreställningar som i högsta grad varierar mellan skilda kulturer och sociala kontexter. Etiken är det teoretiska och kritiska studiet av dessa skilda moraluppfattningar liksom av det moraliska språket. Det innebär att etiken är vetenskapen om moralen.

## Etikens områden

En förenklad bild, i form av en pyramid, av förhållandet mellan etikens delområden.

### Metaetik
Metaetik är den mest betydelsefulla delen av vad som allmänt kallas värdeteori, det vill säga studiet av moraliska omdömen och frågan om värden har en självständig existens. Metaetik kan också benämnas etisk teori. Den behandlar framför allt tre frågeställningar. Den första är den kunskapsteoretiska frågan, som gäller hur moraliska omdömen kan berättigas. Den andra är den semantiska frågan, som gäller vilken semantisk funktion moraliska omdömen har. Den tredje är den värdeontologiska frågan, som gäller huruvida värden har en självständig existens eller kan förstås som mänskliga konstruktioner.
I svensk filosofi har ofta förespråkats en emotivistisk teori, som hävdar att moraliska omdömen har praktisk funktion och saknar sanningsvärde. Ett viktigt alternativ till denna ståndpunkt är den moraliska realismen, som hävdar att det finns moraliska sanningar. Ett tredje alternativ är en etisk konstruktivism, som antar att värden är sociala konstruktioner men som ändå menar att det är möjligt att ge rationella skäl för att ett moraliskt omdöme är berättigat. Metaetiken eller den etiska teorin kan sålunda sägas ha moraliska värden och värderingar som studieobjekt.

### Normativ etik
Normativ etik betecknar det filosofiska studiet av frågan om vad som kännetecknar en rätt handling och vilka mänskliga karaktärsegenskaper som är goda. Inom den normativa etiken är särskilt tre teorier av stor betydelse. Den första är en aristotelisk dygdetik, som hävdar att den centrala etiska frågan gäller vad som utmärker en god människa, inte frågan om vad som är rätt. Aristoteles hävdade att det som gör en människa god är att hon realiserar ett sådant liv som är karaktäristiskt för arten människan.
Den andra betydelsefulla etiska teorin är utilitarismen. Den hävdar att det som gör en handling rätt är att den medför bättre eller mindre dåliga konsekvenser för alla människor än varje annat handlingsalternativ. Den klassiska utilitarismen, som företräddes av John Stuart Mill och Jeremy Bentham, hävdade att det som har värde i sig är lycka eller välbefinnande. Idag förespråkas ofta en preferensutilitarism, enligt vilken en rätt handling tillgodoser preferenserna hos dem som är berörda.
En tredje viktig normativ etisk teori är en kantiansk etik, som ofta också kallas deontologisk. Den hävdar att en handling kan vara rätt oberoende av vilka konsekvenser den medför. Enligt Kant är kriterier på en giltig maxim (handlingsregel) att den motsägelsefritt kan upphöjas till allmän lag. Detta betyder också att den ska stämma överens med en människovärdesprincip, enligt vilken vi skall behandla mänskligheten i varje människa inte bara som medel utan alltid också som ändamål. 
I en snävare betydelse kan "normativ etik" även användas för att beteckna specifika etiska system.

### Tillämpad etik
Om den normativa etiken kan sägas ha till uppgift att formulera hållbara moralprinciper, så kan den tillämpade etiken sägas vara tillämpandet av dessa principer på konkreta etiska problem. Den tillämpade etiken är ett snabbt växande ämne. Ett särskilt uppmärksammat område inom den tillämpade etiken, alltsedan Hippokrates läkared, är medicinsk etik. Andra exempel på yrkesetik och tillämpningsområden, där yrkesspecifika hederskodex ofta har formulerats, är:
- Journalisternas yrkesetik och pressetik
- Forskningsetik
- Bioetik
- IT-etik
- Ingenjörsetik, Ingenjörernas hederskodex[3][4]
- Kriterier för hållbar utveckling av produkter och tjänster, innefattande miljöetik, arbetsmiljöfrågor, livscykelanalys av produkter, global och rättvis tillgänglighet till ny teknik, exempelvis tillgänglighet för personer med funktionsnedsättning.
- Bo Dahlbom, Lars Mathiassen, Yrkesetik för datavetare[5][6][7]

## Symmetri
Inom bland annat parterapi och jämlikhetssträvan talas ibland om symmetrisk och komplementär etik, där den förstnämnda syftar på situationer eller mål att ha lika mycket makt i en relation. Den komplementära etiken ses då som en möjlighet att komplementera eller kompensera brister i maktjämlikhet i relationen.
Filosofen Jonna Bornemark talar i Adornos och Levinas efterföljd istället om asymmetrisk etik, där man utgår från en situation med olika makt och hanterar det därifrån. En sådan relation är enligt Bornemark graviditeten, där någon bor inuti en kvinnas kropp och där de båda har olika mycket över situationen. En sådan situation kan också röra olika sorters maktlekar, inklusive inom BDSM, där en person i en lek ges makt att hantera situationen åt dem båda. Makten behöver då kombineras med ett ökat ansvar för situationen och kan då förutsätta en avancerad form av jämlikhet och jämställdhet mellan parterna.